# この人を見よ (ボス、シュテーデル美術館)
『エッケ・ホモ』いわゆる『この人を見よ』（このひとをみよ、蘭: Ecce Homo）は、初期フランドル派の巨匠ヒエロニムス・ボスが1490年ごろに制作した絵画である。油彩。主題は『新約聖書』で語られているイエス・キリストの受難のエピソードから取られている。現在はフランクフルトのシュテーデル美術館に所蔵されている。

## 作品
本作品は民衆の前で兵士に両側を囲まれたローマ議会の議員たちによって裸にされて連れてこられたイエスを描いている。人々は荊の冠を被ったイエスを嘲笑し野次を飛ばした。イエスの両手は縛られており、その一方でイエスの両手、両足、胸の肌の生々しい赤みは彼が鞭打たれた事実を証明している。ピラトと民衆との対話は、登場人物たちの近くに配置された3つのブラックレターの碑文で示されている。これらはバンデロール (装飾)と同様の機能を果たしている。第1の碑文である「この人を見よ」というピラトの叫びに対して、群衆は「十字架に架けろ」（Crucifige Eum）と答えた（第2の碑文）。第3の碑文「救ってください、救世主キリスト」（Salve nos Christe redemptor）は、画面左下に記されている。これは後に塗りつぶされることになる画面左下の2人の寄進者の口から発せられた言葉として描かれた。いかにもボスらしく、画面には象徴的なイメージがあふれている。最も注目に値するのは、キリスト教の図像において伝統的に悪の象徴と見なされた動物の1つであるフクロウがピラトの上に配置され、同様に巨大なヒキガエルが兵士の1人に装備されている盾の上に配置されている点である。

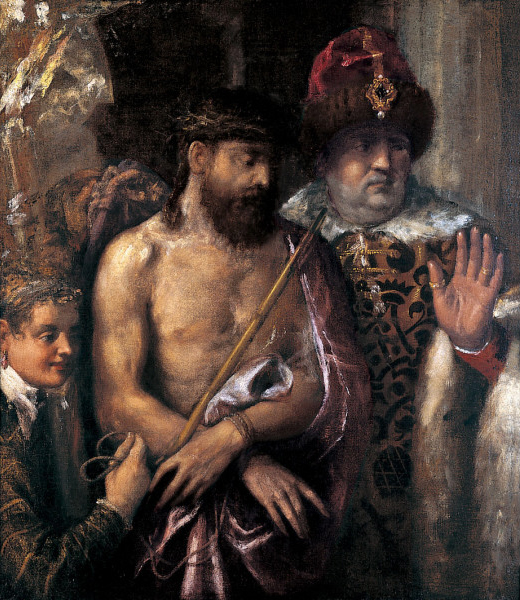
ティツィアーノ・ヴェチェッリオの『エッケ・ホモ』（1570年-1576年ごろ）。運命を冷静に受け入れている男性的なキリストが描かれ、ボスの弱々しいキリストが受けた屈辱にはさらされていない。

画面右上では、後期ゴシック様式のオランダの町のありふれた外観に支配されたエルサレムの景観が描かれている。その広い空間は不自然なほどに空白であり、グロテスクに戯画化され、異国風の素晴らしい衣装を着せられた群衆が密集している前景との間に強いコントラストを形成している。
エッケ・ホモの主題はルネサンス期以前はあまり取り上げられておらず、ボスはこの場面を描いた最も有名な初期の画家の1人となっている。通常、このエピソードは2つの形式のいずれかで表現された。1つは美術史家マイケル・ウォートンが書いたように、同時代人の判断がしばしば「欠陥があり、盲目的で、私利私欲に引き裂かれている」という暗黙の結論とともに、出来事の説明が詳しく説明されている。キリストは完全に人間として描かれ、身を屈み、人前で屈辱的な仕打ちを受けた人間として示されている。これに対して、盛期ルネサンスの後期の描写は、キリストが人類のために行った英雄的な犠牲に焦点を当てており、多くの場合、ほとんど死を待ち望んでいるキリストを示すため嘲笑する群衆を完全に排除している。本作品は前者に相当する。
ボスの生涯についてはほとんど知られておらず、ボスの多くの絵画と同様に本作品の正確な制作年代は不明である。しかし人物像が比較的単純であり、主題的にこの時期に描かれた他の作品とよく似ているという事実から、一般的に1475年から1480年の間に完成したと考えられている。本作品では素朴な顔立ちや単調に見える痩せ型のプロポーションの人物など、当時のオランダ絵画に典型的な要素を多く含む一方、彼らの体つきは厚着の下に実体がないように見える。近年行われた支持体の年輪年代学的調査では、およそ1475年から1485年の間という結果が出ている。
ボス研究保存プロジェクト（BRCP）の調査により、ボスがアズライト、鉛錫黄、ヴァーミリオンなど、ルネッサンス期の通常の顔料を使用したことが明らかになった。 ボスはまた赤と緑のグレーズと金箔を使用した。

## 来歴
絵画は19世紀後半にベルギーのデッラ・ファイユ家（familie Della Faille）にあったことが知られている。その後、1889年にヘントのクロンブルッヘ＝ペイク男爵（Baron de Crombrugge-Pycke）、1899年に詩人モーリス・メーテルリンクの兄弟で、ヘント美術館のキュレーター・画家であったルイ・メーテルリンク（Louis Maeterlinck, 1846年-1926年）が所有した。その後、1902年にルイ・メーテルリンクのコレクションから本作品を取得したのがドイツの政治経済学者・美術収集家のリチャード・フォン・カウフマンであった。カウフマンの死後の1917年、彼のコレクションが売却された際にシュテーデル美術館によって購入された。

## 影響
16世紀にいくつか複製が制作されている。そのうちの1つはアムステルダム国立美術館に所蔵されている。またロンドンの美術商パーシー・モア・ターナー（Percy Moore Turner, 1905年-1952年）が所有したバージョンも知られている。

## ギャラリー
関連作品

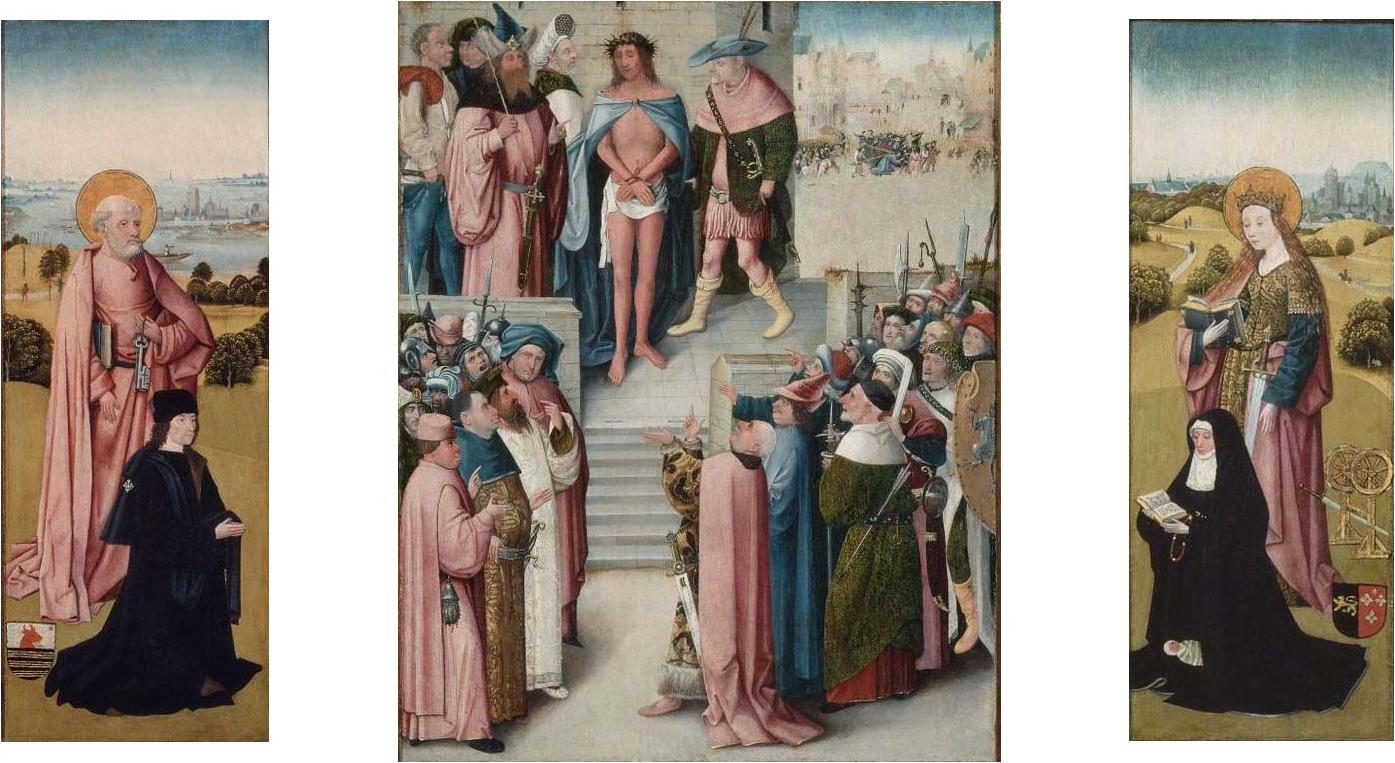
工房作『エッケ・ホモの三連祭壇画』1496年-1500年ごろ ボストン美術館所蔵
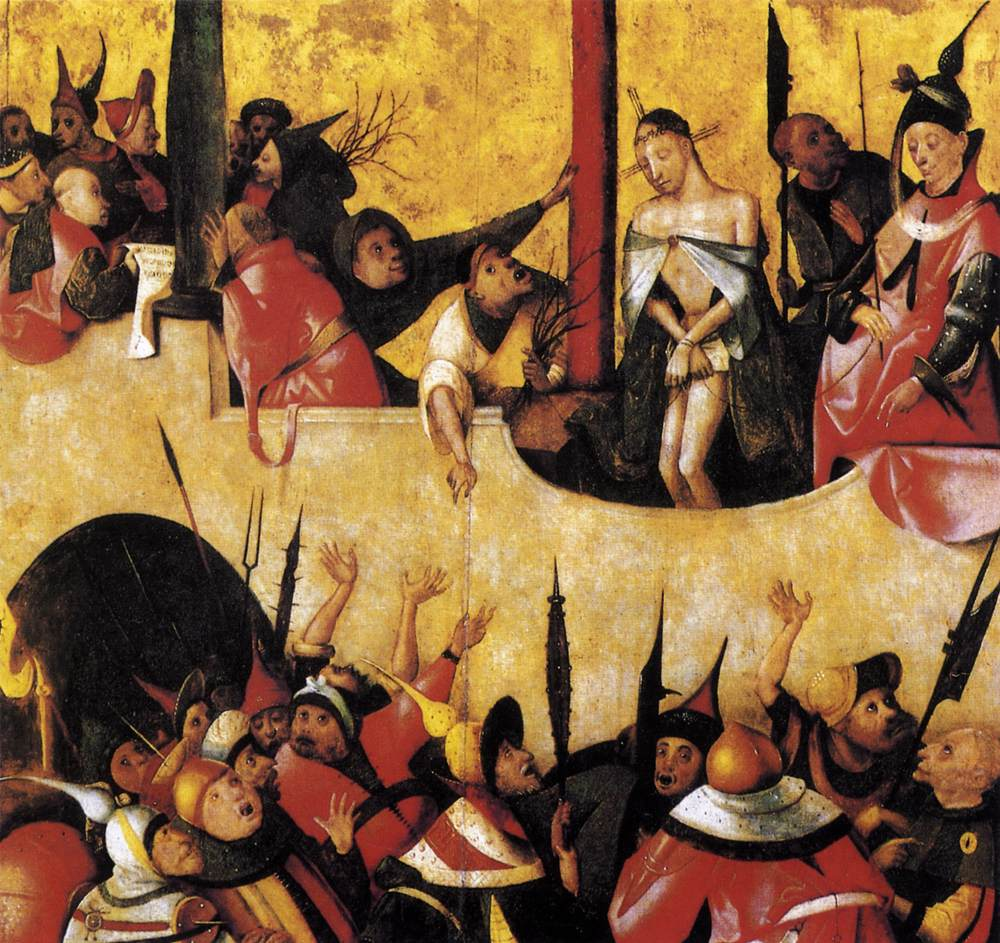
ボスの追随者『この人を見よ』1557年以降 フィラデルフィア美術館所蔵